# (1671) Tchaïka
(1671) Tchaïka (désignation internationale (1671) Chaika) est un astéroïde découvert par Grigori Néouïmine le 3 octobre 1934 à Simeis. 
Le nom « Tchaïka », « Ча́йка » en russe, ce qui signifie « mouette », était l'indicatif de la cosmonaute Valentina Terechkova, la première femme dans l'espace, lors de sa mission spatiale, et cet astéroïde a ainsi été baptisé en son honneur. Ce nom a été proposé par l'Institut d'astronomie théorique de Léningrad (aujourd'hui Saint-Pétersbourg).